# Rosennock
Rosennock – szczyt w Alpach Gurktalskich, paśmie Alp Noryckich, części Alp Wschodnich. Leży w Austrii w Karyntii. Jest to drugi co do wysokości szczyt Alp Gurktalskich, ustępuje najwyższemu Eisenhut o tylko 1 metr. Góra ma dwa szczyty: wyższy - Großer Rosennock (2440 m) oraz niższy - Kleiner Rosennock (2361 m). Ze szczytu Großer Rosennock rozciąga się piękna panorama na Alpy Gurktalskie. Słabo widać niedaleko położone wyższe pasma, jak np. Schladminger Tauern na północy, Wysokie Taury na zachodzie lub Alpy Julijskie na południu.